# Sergio Lippi
Sergio Gustavo Lippi (Junín, 24 de diciembre de 1956-22 de junio de 2022) fue un futbolista y director técnico argentino fuertemente asociado a las categorías de ascenso y particularmente al Club Atlético Sarmiento con el que conquistó dos ascensos.

## Biografía
Como jugador fue parte de los planteles del Club Jorge Newbery y de Mariano Moreno de Junín. Como entrenador se inició siendo ayudante de campo del Chulo Rivoira y en 2008 asumió la dirección técnica del Club Atlético Sarmiento en la Primera B (Argentina). Allí logró el primer ascenso, a la Primera B Nacional, en 2012 y dos años después llevó al equipo a la máxima categoría del fútbol argentino.

## Clubes

### Como entrenador
| Club               | País      | Año         |
| ------------------ | --------- | ----------- |
| Sarmiento de Junín | Argentina | 2008 - 2009 |
| Douglas Haig       | Argentina | 2009 - 2011 |
| Sarmiento de Junín | Argentina | 2011 - 2013 |
| Patronato          | Argentina | 2014        |
| Sarmiento de Junín | Argentina | 2014 - 2016 |
| Douglas Haig       | Argentina | 2016 - 2017 |
| Crucero del Norte  | Argentina | 2017        |
| Olimpo             | Argentina | 2019        |

#### Estadísticas como entrenador
| Equipo                       | Torneo                     | Estadísticas | Estadísticas | Estadísticas | Estadísticas | Estadísticas | Estadísticas | Estadísticas | Estadísticas | Estadísticas |
| Equipo                       | Torneo                     | PJ           | G            | E            | P            | GF           | GC           | DG           | Efectividad  |              |
| Sarmiento de Junín Argentina | Primera B 2008-09          | 29           | 14           | 7            | 8            | 44           | 35           | +9           | 56,32%       |              |
| Total                        | Total                      | 29           | 14           | 7            | 8            | 44           | 35           | +9           | 56,32%       |              |
| Douglas Haig Argentina       | Argentino B 2009-10        | 36           | 16           | 13           | 7            | 44           | 32           | +12          | 56,48%       |              |
| Douglas Haig Argentina       | Argentino A 2010-11        | 26           | 7            | 12           | 7            | 29           | 27           | +2           | 42,31%       |              |
| Total                        | Total                      | 62           | 23           | 25           | 14           | 73           | 59           | +14          | 50,54%       |              |
| Sarmiento de Junín Argentina | Primera B 2010-11          | 5            | 1            | 2            | 2            | 3            | 5            | -2           | 33%          |              |
| Sarmiento de Junín Argentina | Primera B 2011-12          | 40           | 24           | 8            | 8            | 52           | 24           | +28          | 66,67%       |              |
| Sarmiento de Junín Argentina | Copa Argentina 2011-12     | 5            | 3            | 1            | 1            | 5            | 3            | +2           | 66,67%       |              |
| Sarmiento de Junín Argentina | Primera B Nacional 2012-13 | 38           | 15           | 13           | 10           | 40           | 34           | +6           | 50,88%       |              |
| Sarmiento de Junín Argentina | Copa Argentina 2012-13     | 1            | 0            | 0            | 1            | 0            | 2            | -2           | 0%           |              |
| Sarmiento de Junín Argentina | Primera B Nacional 2013-14 | 13           | 4            | 2            | 7            | 17           | 19           | -2           | 35,90%       |              |
| Total                        | Total                      | 102          | 47           | 26           | 29           | 117          | 87           | +30          | 54,57%       |              |
| Patronato Argentina          | B Nacional 2013-14         | 21           | 5            | 8            | 8            | 17           | 21           | -4           | 36,51%       |              |
| Total                        | Total                      | 21           | 5            | 8            | 8            | 17           | 21           | -4           | 36,51%       |              |
| ---------------------------- | -------------------------- | ------------ | ------------ | ------------ | ------------ | ------------ | ------------ | ------------ | ------------ | ------------ |
| Sarmiento de Junín Argentina | Primera B Nacional 2014    | 16           | 7            | 7            | 2            | 22           | 12           | +10          | 58,33%       |              |
| Sarmiento de Junín Argentina | Primera División 2015      | 30           | 7            | 9            | 14           | 24           | 34           | -10          | 33%          |              |
| Sarmiento de Junín Argentina | Copa Argentina 2014-15     | 1            | 0            | 0            | 1            | 1            | 2            | -1           | 0%           |              |
| Sarmiento de Junín Argentina | Primera División 2016      | 6            | 1            | 1            | 4            | 5            | 12           | -7           | 22%          |              |
| Total                        | Total                      | 53           | 15           | 17           | 21           | 52           | 60           | -8           | 39%          |              |
| Total en Sarmiento           | Total en Sarmiento         | 184          | 76           | 50           | 58           | 213          | 182          | +31          | 50,36%       |              |
| Douglas Haig Argentina       | B Nacional 2016-17         | 21           | 6            | 9            | 6            | 22           | 23           | -1           | 42,86%       |              |
| Total                        | Total                      | 21           | 6            | 9            | 6            | 22           | 23           | -1           | 42,86%       |              |
| Total en Douglas Haig        | Total en Douglas Haig      | 83           | 29           | 34           | 20           | 95           | 82           | +13          | 48,59%       |              |
| Crucero del Norte Argentina  | B Nacional 2016-17         | 12           | 1            | 4            | 7            | 5            | 15           | -10          | 19,44%       |              |
| Total                        | Total                      | 12           | 1            | 4            | 7            | 5            | 15           | -10          | 19,44%       |              |
| Olimpo Argentina             | Federal A 2019-20          | 9            | 2            | 3            | 4            | 6            | 8            | -2           | 33%          |              |
| Total                        | Total                      | 9            | 2            | 3            | 4            | 6            | 8            | -2           | 33%          |              |
| Total como entrenador        | Total como entrenador      | 309          | 113          | 99           | 97           | 336          | 308          | +28          | 47,67%       |              |

## Palmarés
| Título                        | Club               | Año  |
| ----------------------------- | ------------------ | ---- |
| Argentino B 2009-10           | Douglas Haig       | 2010 |
| Primera B 2011-12             | Sarmiento de Junín | 2012 |
| Ascenso a la Primera División | Sarmiento de Junín | 2014 |

## Fallecimiento
Falleció el 22 de junio de 2022 a los 65 años tras sufrir una larga enfermedad que lo habían llevado a abandonar su carrera en noviembre de 2019 y a ser intervenido quirúrgicamente en febrero de 2022.